# Viggo Kampmann
Viggo Olfert Fischer Kampmann (Frederiksberg, 21 luglio 1910 – Store Torøje, 3 giugno 1976) è stato un politico danese, leader dei socialdemocratici e primo ministro della Danimarca dal 19 febbraio 1960 al 3 settembre 1962.

## Biografia
Proveniente dal mondo accademico, viene eletto in Parlamento (Folketing) nel 1953.
Dal 1953 al 1960 fu Ministro delle Finanze nei governi guidati da Hans Hedtoft e H. C. Hansen
Nel febbraio 1960 dopo la morte di Hansen ne prende il posto. Dopo le successive elezioni del 15 novembre 1960 riesce a formare un governo di minoranza con i social-liberali.
Nel 1962 dopo aver subito una serie di attacchi di cuore è costretto a dimettersi e viene sostituito da Jens Otto Krag.